# Hugh Watson
Sir Hugh Dudley Richards Watson KCB, CVO, CBE (* 20. April 1872; † 22. Mai 1954) war ein britischer Marineoffizier und Diplomat (Marineattaché).

## Leben und Wirken
Watson trat 1885 Jahren in die britische Royal Navy ein. Nachdem er es dort bis zum Rang eines Captain gebracht hatte, wurde er im August 1910 als Nachfolger von Herbert Heath als britischer Marineattaché nach Berlin entsandt. Dort war er bis 1913 mit der Pflege der deutsch-britischen marinepolitischen Beziehungen betraut, die zu dieser Zeit aufgrund des, von den Briten mit Misstrauen beobachteten, Ausbaus der deutschen Hochseeflotte sehr angespannt waren.
Im Frühjahr 1912 nahm Watson an den im Zuge der sogenannten Haldane-Mission geführten, letztlich ergebnislosen, Verhandlungen teil, mit denen versucht wurde, den Flottenkonflikt zwischen beiden Staaten durch ein Flottenabkommen beizulegen. Mit führenden deutschen Persönlichkeiten wie Kaiser Wilhelm II., den Admirälen von Scheer und von Müller verkehrte er freundschaftlich, aber ebenfalls ergebnislos.
Im Ersten Weltkrieg kommandierte Watson den Panzerkreuzer Essex, ab 1915 die Bellerophon und ab 1918 das Schlachtschiff Canada. Nach Kriegsende bekleidete Watson den Posten des Naval Secretary, eines der höchsten Ämter im britischen Marineministerium, unter dem Marineminister Leopold Amery, der ihn sehr schätzte.
An der Skagerrakschlacht 1916 nahm Watson als „The Vice Admiral Commanding, Captain. Fourth Battle Squadron“ teil.
Am 2. Januar 1928 wurde er als Knight Commander des Order of the Bath geadelt. Bevor er im April 1930 in Ruhestand ging, war er im Oktober 1929 zum Admiral befördert worden. Seinen Ruhestand verbrachte er in London.

## Familie
Aus Watsons Ehe mit Janie Amina Pearson, einer Tochter von George Pearson und jüngeren Schwester von Weetman Pearson, 1. Viscount Cowdray, gingen mindestens drei Söhne hervor. Hugh Watson (1903–1942), Gilbert Watson und James Watson.